# Lexikostatistik
Lexikostatistik (auch: Lexikometrie) ist der Bereich der Sprachstatistik, der sich mit statistischen Untersuchungen des Wortschatzes von Sprachen befasst.

## Lexikostatistik als Teilbereich der Sprachstatistik
Die Lexikostatistik ist als Teilbereich der Sprachstatistik aufzufassen, welche sich jedoch nicht nur mit dem Wortschatz, sondern auch mit allen anderen Bereichen der Sprache befasst, z. B. mit Rang-Häufigkeiten von Buchstaben oder Lauten oder der Häufigkeit komplexer Sätze in verschiedenen Textsorten. Diese Unterscheidung zwischen Lexikostatistik und Sprachstatistik wird in einigen Fachwörterbüchern nicht hinreichend deutlich.

## Themengebiete der Lexikostatistik
Die Lexikostatistik befasst sich mit allen Aspekten des Wortschatzes; aus der Forschungstradition kann man u. a. die folgenden Themen anführen: Erstellung von Häufigkeitswörterbüchern; Erarbeitung des Grundwortschatzes; Wachstum des Wortschatzes in Texten (Token-und-Type-Relation); Zusammenhang zwischen der Vielfältigkeit, dem Reichtum des Wortschatzes und der Textlänge; Erschließung auffallend häufiger oder auch seltener Wörter in Texten; Verteilung von Wörtern in Texten; Umfang und Spezifik von Fachwortschätzen; Anteil einzelner Wörter am Gesamttext (Textdeckung); Untersuchung der Verfallsraten des Wortschatzes einer Sprache in der Zeit (Glottochronologie). Wenn Untersuchungen zum Wortschatz der Erprobung von Gesetzen des Sprachwandels (Piotrowski-Gesetz) oder des Sprachsystems und der Sprachverwendung dienen, muss die Lexikostatistik auch als wesentlicher Bestandteil der Quantitativen Linguistik verstanden werden.